# Aeroporto di Joškar-Ola
L'aeroporto di Joškar-Ola (in russo: Аэропорт Йошкар-Ола, in inglese: Yoshkar-Ola Airport) (IATA: JOK, ICAO: UWKJ) è il principale aeroporto della Repubblica di Mari El (Russia) situato a 9 km a nord della città di Joškar-Ola.

## Strategia
All'aeroporto si basa la compagnia aerea russa il Distaccamento Aereo Unito di Joškar-Ola (in russo: Йошкар-Олинский Объединённый Авиационный Отряд).

## Dati tecnici
L'aeroporto di Joškar-Ola dispone di una pista attiva di cemento asfaltato di classe "B" di 2,400 m x 45 m.
L'aeroporto è aperto dalla ore 05:00 alle ore 15:00 (ora UTC).
L'aeroporto di Joškar-Ola è attrezzato per gli atterraggi/decolli dei seguenti tipi degli aerei: Antonov An-2, Antonov An-8, Antonov An-12, Antonov An-24, Antonov An-26, Antonov An-28, Antonov An-30, Antonov An-32, Antonov An-72/74, Embraer 120, Ilyushin Il-18, Let L-410, Tupolev Tu-134, Yakovlev Yak-18, Yakovlev Yak-40, Yakovlev Yak-42, Yakovlev Yak-50, Yakovlev Yak-52 e degli elicotteri Mil Mi-2, Mil Mi-8.
Il peso massimo al decollo consentito all'aeroporto è di 64 tonnellate.

## Collegamenti con Joškar-Ola
Trasporto pubblico
L'aeroporto si trova a 5 km a nord dal centro della città. Il Terminal aeroportuale è facilmente raggiungibile dall'Autostazione di Joškar-Ola con gli autobus che partono ogni 30-40 minuti.